# Carlos Santibáñez
Carlos Alberto Santibáñez (San Isidro, 30 de agosto de 1986) es un exfutbolista argentino que se desempeñaba como mediocampista ofensivo. Formado en la cantera de Argentinos Juniors, desarrolló su carrera entre Argentina, Chile y Ecuador. Se retiró en 2016, defendiendo la camiseta de Cobreloa.

## Trayectoria

### Argentinos Juniors
Debutó en el Torneo Clausura 2004 con 17 años bajo la dirección técnica de Ricardo Gareca. Entre 2004 y 2010 disputó 18 partidos oficiales con el primer equipo, todos en Primera División.

### Santiago Morning
En enero de 2010 fue cedido al Santiago Morning de la Primera División de Chile, donde participó en 10 encuentros del Campeonato 2010.

### Defensores de Belgrano
Regresó a Argentina para fichar por Defensores de Belgrano en la Primera B Metropolitana, acumulando 22 presentaciones entre 2011 y 2012.

### JJ Urquiza
En la temporada 2012‑13 bajó a la Primera C Metropolitana con JJ Urquiza, donde convirtió 2 goles en 18 partidos.

### Etapa en Ecuador
Santibáñez dio el salto a la Serie B de Ecuador con Mushuc Runa (2013‑14), club con el que logró el histórico ascenso a la Serie A de Ecuador en 2013. Tras 31 apariciones y 2 tantos, continuó un año más en la B ecuatoriana con Gualaceo SC.

### Cobreloa y retiro
En julio de 2015 se incorporó a Cobreloa para disputar la temporada 2015‑16. Jugó 12 encuentros antes de rescindir contrato al término del campeonato, anunciando su retirada profesional el 1 de julio de 2016.